# Juan Galván

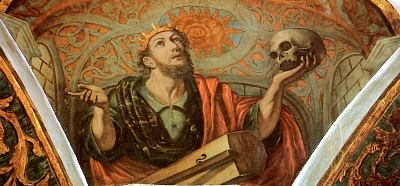
El rey David, en las pechinas del Monasterio de la Concepción de Épila.

Juan Galván o Juan Pérez Galbán (Luesia, Zaragoza (España), 19 de noviembre de 1596-Zaragoza, 1658) fue un pintor barroco español que desarrolló su actividad en Aragón.

## Vida
De familia noble y acomodada, en 1615 está documentado en Zaragoza como aprendiz en el año en que se casa con Ana Marzal, cuyos padres vivían en Roma. Aunque Jusepe Martínez dice que pasó diez años en Italia, su estancia allí solo puede quedar comprendida entre 1619, cuando se pierde su rastro documental en Zaragoza y 1623, cuando se le menciona en el libro de fábrica de la Seo. Trabajó en esta época en las pinturas del retablo del convento de Carmelitas Descalzos, que no se ha conservado. En 1626, por encargo del Concejo de Huesca, copió cuatro de los retratos pintados por Felipe Ariosto para el Salón de Cortes de la Diputación de Aragón con destino a la Sala del Concejo, conservados ahora en el salón de sesiones del Ayuntamiento oscense. En la década de 1620 pintó la decoración mural de la iglesia del Convento de la Concepción de Épila, y en 1631 en un cuadro de San Voto que se conserva en el Monasterio de San Juan de la Peña. Un año después figura como jurado junto con Jusepe Martínez para tasar las copias de los retratos del Salón de Cortes solicitadas por Felipe IV de España, de cuya copia se iba a encargar Francisco Camilo.  
Encargos de mayor relieve fueron los contratados para la Catedral del Salvador de Zaragoza, para la que pintó a partir de 1637 el retablo de la Capilla de Santa Elena, de Nuestra Señora del Carmen o del Santísimo Sacramento junto con Juan de Orcoyen y Francisco Lupicini, y entre 1650 y 1653 la decoración al fresco de la cúpula y pinturas al lienzo del retablo de la Capilla de las santas Justa y Rufina, donde muestra su formación italiana y el manejo del claroscuro.
Jusepe Martínez, que tuvo oportunidad de tratar con él, lo describe en sus Discursos practicables del nobilísimo arte de la pintura lo describe como hombre solitario, aficionado al trabajo, que llegó a reunir un importante capital y se trataba «con mucha estimación y respeto». Aficionado a los «cuadros grandes de la manera italiana -decía- valióse mucho del natural, hizo muchas cosas con mucho acierto, mas no fue igual en lo historiado (...) y esto lo causó no ser grande dibujador».
Fue elogiado por el pintor Antonio Palomino con estas palabras 

fue insigne en el arte de la pintura, e hizo muchas y admirables obras, con que ganó crédito para los presentes y futuros siglos
Antonio Palomino, Museo pictórico y escala óptica,  Madrid, Suc. de Lucas Antonio de Bedmar, 1715-1724

 Y el poeta Juan de Moncayo le dedicó los siguientes versos:

Juan Galván en sus lienzos eminentes
cómo logra perfiles y colores
Juan de Moncayo, Fábula de Atalanta e Hipómenes, oct. 97

## Obra
Del año 1628 data la decoración mural de la iglesia del Convento de la Concepción de Épila de Zaragoza. Se trata de una pintura al fresco que ocupa los brazos del crucero y los lunetos del tramo del presbiterio con motivos de roleos en grisalla y blanco sobre oro y en los arcos fajones y perpiaños, sobre azul. También se conserva un óleo de San Voto en el Monasterio de San Juan de la Peña de 1631 firmado «Joannes Pérez Galvan, Luesiae Oriundus Cesaraugustae».
Su obra más relevante se encuentra en Zaragoza, con su trabajo para la Capilla de santa Justa y santa Rufina de la seo catedral. Para dicha capilla pintó entre 1650 y 1653 el retablo de las santas titulares con paneles al óleo sobre lienzo, y la decoración de la cúpula de la capilla.
También consta en su haber un retrato de Bartolomé Leonardo de Argensola cuyo paradero es hoy desconocido.